# Сейит Чабук
Сейит Али Чабук (1889 – 1939 г.), обикновено наричан ефрейтор Сейит (на турски: Seyit Onbaşı), е артилерист от Първата световна война във войската на Османската империя.
Известен е с това, че пренася сам 3 огромни снаряда към артилерийско оръдие по време на опитите на силите на Антантата да завладеят Дарданелите.

## Военна кариера
Роден в село Хавран във вилает Балъкесир, той се записва в армията през април 1909 г. След като участва в Балканската война от 1912 – 1913 г., е преместен в крайбрежна батарея в Меджидие, която защитава средиземноморския вход към Чанаккале.
В хода на Първата световна война след тежък корабен обстрел на крепостите, защитаващи входа към Дарданелите на 18 март 1915 г., оръдието, което обслужва в крепостта Меджидие, остава изправно, но без механизма за автоматично подаване и зареждане на снарядите, който е повреден, а другите артилеристи в района са ранени и не могат да го обслужват.
Твърди се, че ефрейтор Сейит сам пренася 3 артилерийски снаряда, всеки с тегло по 276 кг, до оръдието 240/35 мм и така осигурява то да продължи да обстрелва Съюзническия флот. То изстрелва 3 снаряда към британския дреднаут HMS "Ocean", който се опитва да спаси моряци на HMS "Irresistible", попаднал на мина и повреден по-рано. Първите 2 изстрела не причиняват сериозни щети, но третият нанася значителни повреди на HMS Ocean. Снарядът попада под ватерлинията на кораба, който става неуправляем и започва да се движи към мините, заложени от екипажа на минния заградител „Nusret“. HMS Ocean потъва след сблъсък с мина.

## Вижте още
- Галиполска операция
- Балкански войни